# آی‌ان‌اس هاسدارگ (کی۷۳)
آی‌ان‌اس هاسدارگ (کی۷۳) (به انگلیسی: INS Hosdurg (K73)) سومین کشتی از ناوهای کلاس دورگ نیروی دریایی هند بود. این کشتی در ۱۵ ژانویه ۱۹۷۸ راه‌اندازی شد و در ۵ ژوئن ۱۹۹۹ از رده خارج شد. در لنینگراد روسیه ساخته شد.